# Zoriane (obwód kirowohradzki)
Zoriane (ukr. Зоряне) – wieś na Ukrainie, w obwodzie kirowohradzkim, w rejonie kropywnyckim, w hromadzie Ketrysaniwka. W 2001 liczyła 186 mieszkańców, spośród których 182 wskazało jako ojczysty język ukraiński, a 4 rosyjski.